# AO Kawala
Athlitikos Omilos Kawala (gr. Αθλητικός Όμιλος Καβάλα) – grecki klub piłkarski grający obecnie w Superleague Ellada 2, mający siedzibę w mieście Kawala, leżącym nad Zatoką Kawala.

## Historia
Klub został założony w 1965 roku w wyniku fuzji trzech zespołów z Kawali: Phillipoi Kavala, Iraklisu Kavala i AE Kavala. W 1970 roku po raz pierwszy awansował do pierwszej ligi greckiej, a po 5 latach spadł do drugiej. W greckiej Alpha Ethniki grał także w latach 1977 - 1982 i 1996 - 2000. W 2009 roku, dzięki zajęciu 3. miejsca w Beta Ethniki, Kavala ponownie awansowała do pierwszej ligi. W 2010 roku trenerem zespołu był Serb Dragomir Okuka, a następnie Henryk Kasperczak. Obaj pracowali jednak tylko po kilka miesięcy. Obecnym trenerem jest Ioannis Matzourakis, który już wcześniej pełnił tę funkcję w klubie w latach 1985-1986. Po sezonie 2010/2011 klub został zdegradowany do Delta Ethniki. Powodem była korupcja.

## Szczeble rozgrywek krajowych
- Alpha Ethniki: 1969–1975, 1976–1982, 1994–1995, 1996–2000, 2009–
- Beta Ethniki: 1965–1969, 1975–1976, 1982–1989, 1990–1994, 1995–1996, 2000–2001, 2002–2003, 2008–2009
- Gamma Ethniki: 1989–1990, 2001–2002, 2003–2008

## Reprezentanci kraju grający w klubie
- Jorgos Atanasiadis
- Jeorjos Chadzizisis
- Wasilis Lakis
- Nikos Karajeorju
- Fanis Katerjanakis
- Pandelis Konstandinidis
- Jeorjos Nasiopulos
- Dimitris Salpingidis
- Jeorjos Tsifutis
- Teodoros Zagorakis
- Adam Fedoruk
- Leszek Pisz
- Igor Sypniewski
- Euzebiusz Smolarek
- Łukasz Sosin
- James Enaguana
- Wilson Oruma
- Ifeanyi Udeze
- Mirel Josa
- Jerwand Sukiasjan
- Ante Čović
- Craig Moore
- Alfred Hörtnagl
- Weselin Welikow
- Denílson
- Nima Nakisa
- Kelvin Sebwe
- Goran Drulić
- Charles Itandje
- Zeljko Kalac
- Savo Pavićević
- Siniša Dobrasinović
- Frédéric Mendy